# Depok
Depok est une ville d'Indonésie, dans la province de Java occidental. Sa superficie est de 200,29 km2. Sa population était de 2,4 million en 2021. Elle a le statut de kota.

## Histoire
Le 18 mai 1696, Cornelis Chastelein, un ancien employé de la VOC (Compagnie néerlandaise des Indes orientales, achète un terrain entre Batavia et Bogor, à l'emplacement de l'actuelle Depok. La légende dit que Chastelein aurait rédigé un testament qui libérait les esclaves vivant sur ses terres et distribuait les terres entre ceux-ci, les transformant ainsi en propriétaires terriens.[réf. nécessaire]
En 1871, 
En 1952, le gouvernement indonésien reprend le contrôle du territoire.
En mars 1982, la ville de Depok devient administrativement indépendante du kabupaten de Bogor. Puis, le 20 avril 1999, la ville s'agrandit de quelques districts du kabupaten de Bogor pour devenir une cité autonomes de 200,29 km2.

## Administration

### Districts
Depok est divisé en onze kecamatan (districts), classés ci-dessous en fonction du recensement de 2010 :
| Nom          | Population Recensement de 2010 |
| ------------ | ------------------------------ |
| Sawangan     | 123,571                        |
| Bojongsari   | 99,735                         |
| Pancoran Mas | 210,514                        |
| Cipayung     | 127,917                        |
| Sukma Jaya   | 232,308                        |
| Cilodong     | 125,014                        |
| Cimanggis    | 241,979                        |
| Tapos        | 216,215                        |
| Beji         | 165,903                        |
| Limo         | 87,953                         |
| Cinere       | 107,461                        |

### Maires
- Moch. Rukasah Suradimadja (1982–1984)
- I. Tamdjid (1984–1988)
- Abdul Wachyan (1988–1991)
- Moch Masduki (1991–1992)
- Sofyan Safari Hamim (1992–1996)
- Badrul Kamal (1997–2005)
- Nur Mahmudi Ismail (2005–2016)
- Mohammad Idris (2016–present)

## Éducation
Depok abrite le campus principal de l'Université d'Indonésie.   

## Transport
Depok est reliée à Jakarta par le réseau express régional KRL Commuterline au nord, et à Bogor au sud.
Il existe deux grandes gares : la gare de Depok ou Depok Lama (« Vieux Depok »), la plus ancienne, située au sud de la ville, et la gare de Depok Baru (« Nouveau Depok »), plus proche de Jakarta. Il y a aussi deux gares plus modestes: la station « Université d'Indonésie », et la station Pondok Cina.
Depok est également desservi par l'aérodrome de Pondok Cabe.

## Personnalités liées à Depok
- Riem de Wolff (1943-2017), chanteur né à Depok, actif Pays-Bas